# Marie Büsser-Villinger
Marie Büsser-Villinger (Geisingen (Groothertogdom Baden), 4 april 1860 - Schwanden, 27 februari 1946) was een Zwitserse vakbondsbestuurster.

## Biografie
Marie Büsser-Villinger kwam als klein meisje naar Zürich, waar ze later ploegbaas werd in een textielfabriek en ook zou opkomen voor de rechten van de arbeiders. Ze was lid van het Schweizerischer Arbeiterinnenverband, waarvan ze in 1891 eerste secretaris werd en waarin ze een leidende rol zou spelen naast Verena Conzett. In 1898 werd ze de eerste vrouw die werd verkozen in het nationaal comité van het Zwitserse Federatie van Vakverenigingen. Toen ze in 1909 naar Schwanden in het kanton Glarus verhuisde, weerhield dat er haar niet van om op te blijven komen voor de arbeidersbeweging.